# IC 2428
IC 2428 ist eine Spiralgalaxie vom Hubble-Typ Sc im Sternbild Krebs  auf der Ekliptik. Sie ist schätzungsweise 190 Mio. Lichtjahre von der Milchstraße entfernt und hat einen Durchmesser von etwa 105.000 Lj.
Die Typ-IIP-Supernova SN 2011hn wurde hier beobachtet.
Das Objekt wurde am 8. April 1896 von Stéphane Javelle entdeckt.